# Marquesado de Cerverales
El marquesado de Cerverales es un título nobiliario español creado por el rey Fernando VI, el 8 de mayo de 1753, a favor de Manuel de Bejarano y Campañón, regidor perpetuo de Estepa (actual provincia de Sevilla).

## Armas
«Cortado: 1º, en oro, un león rampante, al natural, linguado y uñado de gules, y coronado de oro y cuatro cabezas de dragones, de sinoples, lampasadas de gules, movientes de los cuatro ángulos del escudo; 2º, en azur, una banda, de oro, engolada en dos cabezas de dragantes, de sinople. Bodura general de gules con quince aspas, de oro.»

## Marqueses de Cerverales
|                                       | Titular                                     | Periodo                               |
| Creado en 1753 por el rey Fernando VI | Creado en 1753 por el rey Fernando VI       | Creado en 1753 por el rey Fernando VI |
| ------------------------------------- | ------------------------------------------- | ------------------------------------- |
| I                                     | Manuel de Bejarano y Campañón               | 1753-?                                |
| II                                    | Isabel-María de Alor-Messía y de Bejarano   | ?-1779                                |
| III                                   | Jorge de Reyna y de Alor                    | 1779-1804                             |
| IV                                    | Manuel-María de Reyna y de Alor             | 1804-1824                             |
| V                                     | Manuel-María de Reyna y Andrés de la Cámara | 1824-1888                             |
| VI                                    | Manuel-Eugenio de Reyna y Juárez de Negrón  | 1888-1907                             |
| VII                                   | Isabel-María de Reyna y Juárez de Negrón    | 1907-1951                             |
| VIII                                  | Rafael de Alcaraz y de Reyna                | 1951-1997                             |
| IX                                    | Rafael de Alcaraz y Baillo                  | 1998-2023                             |
| X                                     | María José de Alcaraz y Velázquez-Duro      | 2023-actual titular                   |

## Historia de los marqueses de Cerverales
- Manuel de Bejarano y Compañón (1737-?), I marqués de Cerverales, Regidor de Estepa (Sevilla).

Casó con María Hersinda Argumosa de Riperdá. Sin descendencia, le sucedió su prima hermana:
- Isabel-María de Alor-Messía y de Bejarano, (1747-1779), II marquesa de Cerverales.

Casó en 1767 con Alonso de Reyna y Pedrosa (1747-1823), maestrante de Ronda, regidor de Estepa. : Le sucedió su hijo:
- Jorge de Reyna y de Alor (1770-1804), III marqués de Cerverales, maestrante de Ronda, Doctor en Derecho por la Universidad de Osuna.

Le sucedió su hermano:
- Manuel-María de Reyna y de Alor (1773-1824), IV marqués de Cerverales, maestrante de Ronda, Teniente de Fragata.

Casó con Pilar Andrés de la Cámara y Liaño (1799-1855). Le sucedió su hijo:
- Manuel-María de Reyna y Andrés de la Cámara (1823-1888), V marqués de Cerverales, alcalde de Estepa.

Casó en 1854 con Filomena Natália Juárez de Negrón y Fernández de Córdoba (1832-1906). Le sucedió su hijo:
- Manuel-Eugenio de Reyna y Juárez de Negrón (1855-1907), VI marqués de Cerverales, Abogado.

Le sucedió su hermana:
- Isabel-María de Reyna y Juárez de Negrón (1869-1956), VII marquesa de Cerverales.

Casó en 1905 con Luis de Alcaraz y Rodríguez (1868-1918), jefe superior de administración civil, jefe de sección del Ministerio de Gracia y Justicia, secretario de la Comisión permanente de Codificación, vocal de la Junta consultiva de Marruecos. Le sucedió, por cesión inter vivos en 1951, su hijo:
- Rafael de Alcaraz y de Reyna (1906-1997), VIII marqués de Cerverales, cruz de primera clase de la Orden de San Raimundo de Peñafort, abogado, letrado mayor del Cuerpo Técnico de Letrados del Ministerio de Justicia (hoy Cuerpo Superior de Abogados del Estado), teniente auditor del Cuerpo Jurídico de la Armada (hoy  Cuerpo Jurídico Militar), académico profesor de la Real Academia de Jurisprudencia y Legislación.

Casó en 1940 con Luisa Baillo y Manso (1910-2002), hija de Ramón Baillo y Baillo VIII Conde de las Cabezuelas Le sucedió en 1998 su hijo:
- Rafael de Alcaraz y Baillo (1942-Madrid, 3 de enero de 2023[2]), IX marqués de Cerverales,[3] de la Real Asociación de Hidalgos de España; ingeniero agrónomo, medalla de plata de ASAJA-Sevilla, medalla de plata del Colegio de Ingenieros Agrónomos de Centro y Canarias, miembro fundador de la Asociación Nobiliaria Española, campeón de España de bridge.

Casó en 1967 con María-José Velázquez-Duro y González-Regueral, hija de la II marquesa pontificia de Santa María de Carrizo. Sucedió su hija:
- María José de Alcaraz y Velázquez-Duro, X marquesa de Cerverales.[4]